# Llista de programes de detecció i notificació de canvis en webs
Llista de Sistemes de detecció i notificació de canvis en webs elaborada a partir de diversos articles
| nom i entrada             | enllaç                                        | web | connector Chrome | connector Firefox | correu electrònic | escriptori | app mòbil | genera RSS | codi obert | modalitat | més informació i referències |
| ------------------------- | --------------------------------------------- | --- | ---------------- | ----------------- | ----------------- | ---------- | --------- | ---------- | ---------- | --------- | ---------------------------- |
| RunApe                    | https://runape.com/                           | sí  | sí               | no                | sí                | sí         | no        | no         | no         | freemium  | [ 2 ]                        |
| Visualping / page monitor | https://visualping.io/                        | sí  | sí               | no                | sí                | no         | no        | no         | no         | freemium  | [ 1 ] [ 3 ] [ 4 ]            |
| Wachette                  | https://www.wachete.com/                      | sí  | sí               | no                | no                | no         | sí        | sí         | no         | freemium  | [ 1 ] [ 5 ] [ 6 ]            |
| Onwebchange               | https://onwebchange.com/                      | sí  | no               | no                | sí                | no         | no        | sí         | no         | freemium  | [ 1 ]                        |
| Distill Web Monitor       | https://distill.io/                           | sí  | sí               | no                | no                | no         | no        | no         | no         | freemium  | [ 2 ]                        |
| Trimgle                   | https://github.com/LeonardoCiaccio/Trimgle/   | no  | sí               | no                | no                | no         | no        | no         | sí         | gratuït   | [ 2 ]                        |
| DeltaFeed                 | https://bitreading.com/deltafeed/             | no  | no               | no                | no                | no         | no        | sí         | no         | freemium  | [ 1 ]                        |
| Update Scanner            | https://sneakypete81.github.io/updatescanner/ | sí  | no               | sí                | no                | no         | no        | no         | no         | gratuït   | [ 2 ]                        |